# Kuchary (województwo wielkopolskie)
Kuchary – wieś w Polsce położona w województwie wielkopolskim, w powiecie pleszewskim, w gminie Gołuchów.
W latach 1975–1998 miejscowość administracyjnie należała do województwa kaliskiego.
Pierwsza wzmianka o wsi miała miejsce w 1198. We wsi znajduje się dwór szkieletowy z początku XIX wieku, kryty polskim dachem łamanym, który został rozbudowany w 1878. W parku przypałacowym rośnie dąb szypułkowy o obwodzie 450 cm (w 1977). W centrum miejscowości stoi też drewniany kościół św. Bartłomieja Apostoła z 1686 kryty gontem ze starszym niż on sam wyposażeniem wnętrza.

## Wspólnoty wyznaniowe
- Parafia św. Bartłomieja Apostoła w Kucharach
- Świadkowie Jehowy: zbór Kuchary[5]

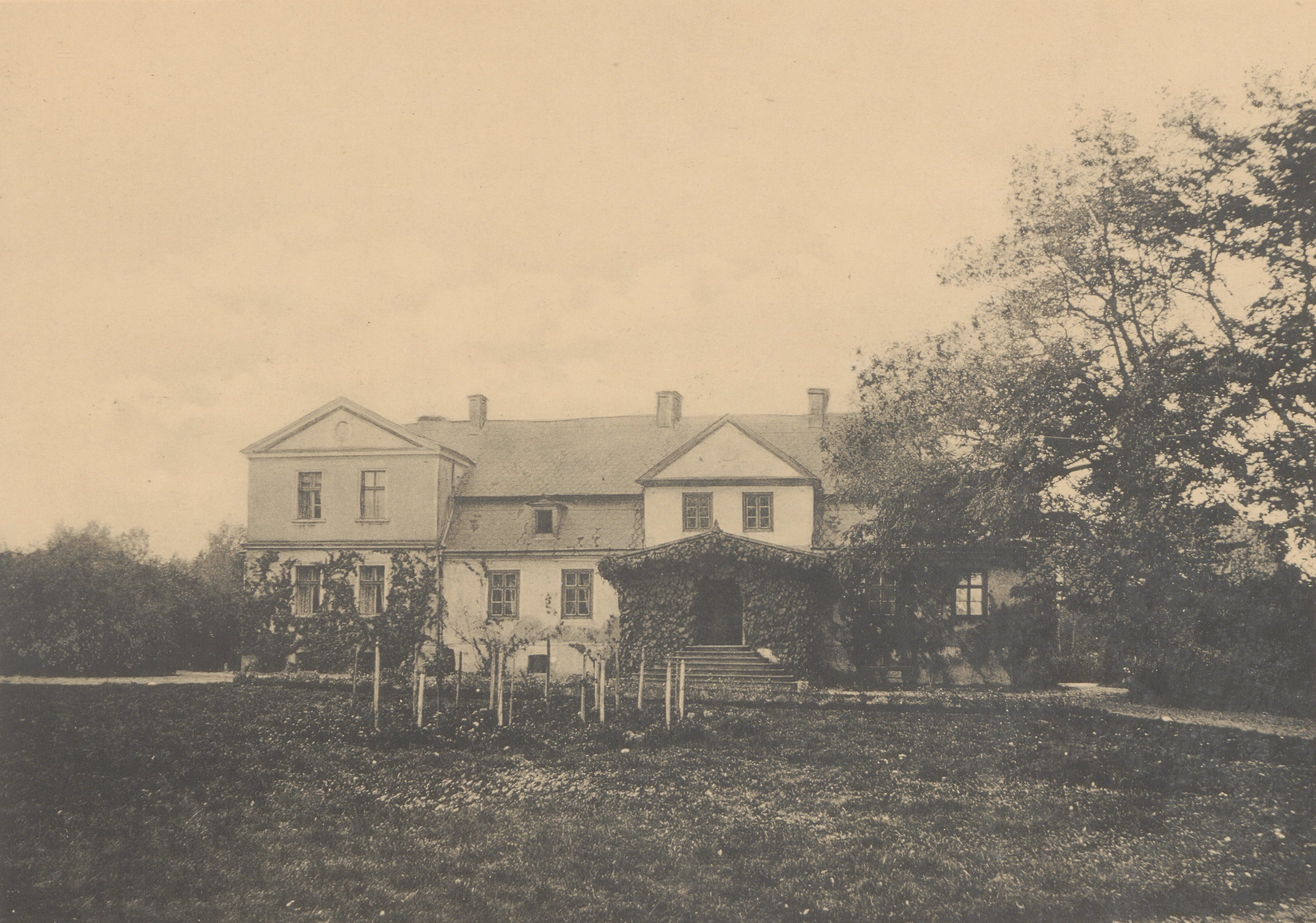
Widok dworu przed 1912
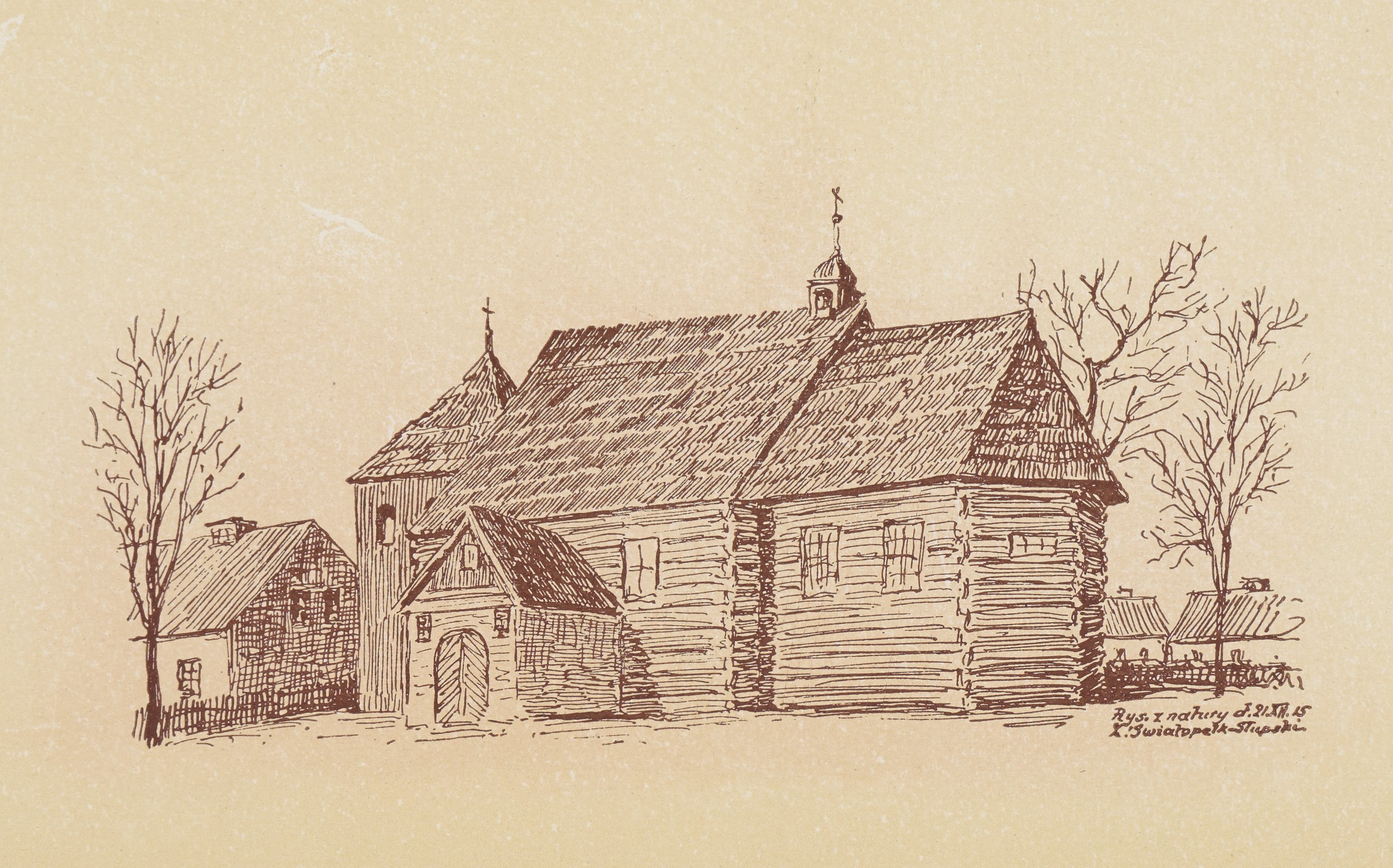
Widok kościoła przed 1917